# أوتو بارث (عسكري)
أوتو بارث (بالألمانية: Otto Barth)‏ هو ضابط ألماني، ولد في 18 يونيو 1891 في درسدن في ألمانيا، وتوفي في 3 مايو 1963 في إرلنغن في ألمانيا.